# 萨拉·阿尔茨
萨拉·阿尔茨（荷蘭語：Sara Aerts，1984年1月25日—）生于蒂伦豪特，是一名比利时女子田径和雪车运动员。她最初练习田径项目，主攻七项全能，曾参加2012年伦敦奥运。她在田径生涯期间经历过数次伤病，其中2016年的伤病令她无缘里约奥运，奥运后比利时雪车队邀请她加入队伍，她便以此为契机放弃田径，改练雪车，并在2017年1月完成个人的世界杯分站赛首秀。